# Раковецький замок
Ракове́цький за́мок — пам'ятка архітектури національного значення, фортифікаційна споруда XVII століття. Розташований у селі Раковець Городенківського району Івано-Франківської області.

## Історія
Зведений галицьким підчашим Домініком Войцехом Бенявським (Беневським, Бенєвським) гербу Радван у середині XVII століття. Будівництво завершене в 1660 році.
У 1657 році замок (на той час ще недобудований) витримав облогу козаків. Через десятиліття, у 1667-му, твердиню (також безуспішно) намагались штурмувати татари. Проте туркам двічі (у 1672 та 1676 роках) вдавалося її захопити і зруйнувати. Поляки її відбили. Після відбудови Раковецький і сусідній Чернелицький замки[а] стали важливими форпостами Речі Посполитої у війнах короля Яна ІІІ Собєського проти турків, зокрема у волоських походах 1685—1691 років.
Наприкінці XVII століття там, де містився Раковецький замок, була переправа через Дністер, а в замку зберігалися запаси провіанту й амуніції. Саме тому цей важливий воєнно-стратегічний об'єкт ставав місцем військових сутичок.
В XVIII ст. замок втратив своє оборонне значення і слугував за житло. Під час боротьби барських конфедератів в 1769 році фортецю спалили російські війська. Замок більше не відновлювали. 1840 року власник Раковця Дверницький організував на території замку поташеву фабрику, але й вона невдовзі згоріла. Наприкінці того ж століття власником руїн став Шмуль Баран. З часом місцеві жителі розібрали рештки оборонних мурів для власних будівельних потреб. За окремими свідченнями ще в 60-х рр. ХХ ст. були великі фрагменти оборонних мурів навколо збереженої східної башти. Образ із замкової каплиці зберігався у сільській церкві до Першої світової війни.
В радянські часи вежа охоронялась як пам'ятка архітектури Української РСР (№ 1155).

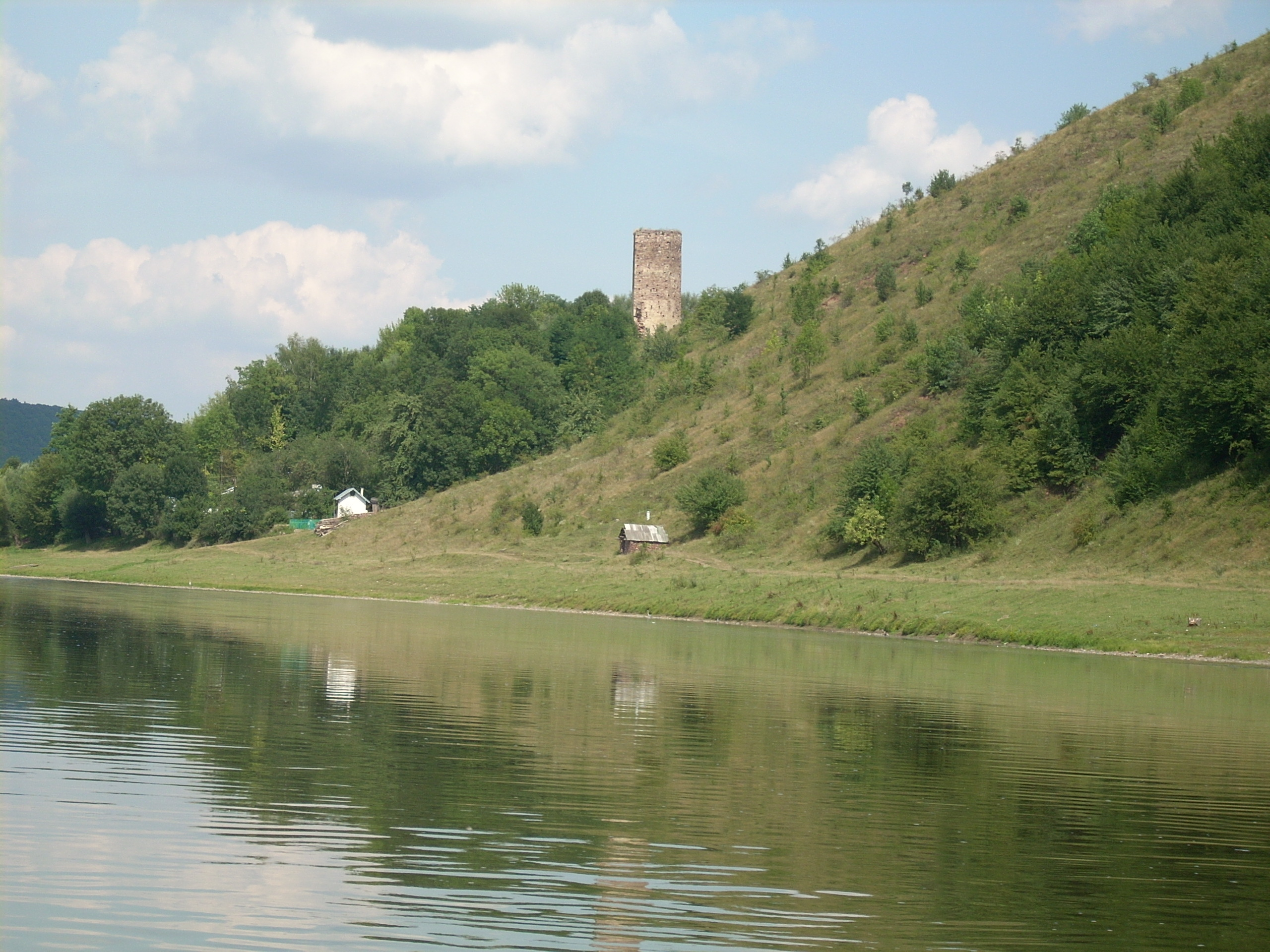
Вигляд на вежу з Дністра (серпень 2009 року)

## Опис
Замок мав форму неправильного чотирикутника з вежами на кутах. В'їзна брама була у північній вежі, яка мала два поверхи. По центру східної стіни була розміщена висока (на п'ять поверхів) вежа з бійницями. Вхід до підвалів був збоку від неї. Житлове приміщення прилягало до західної вежі. На другому поверсі були вікна. На 2017 рік збереглися лише невеликий фрагмент північно-західного муру і вежа у східному кутку. 

## Галерея

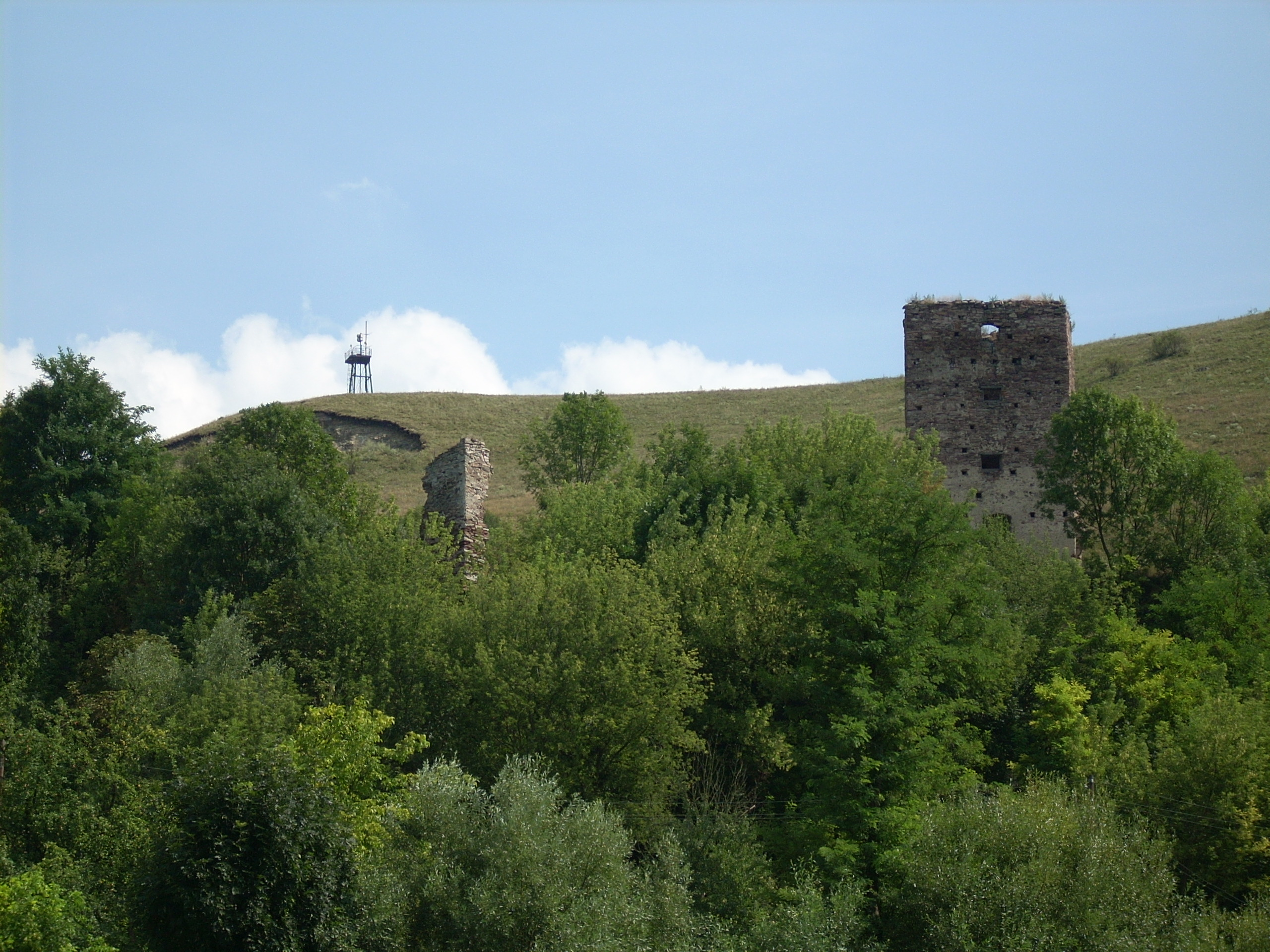
Руїни замку (серпень 2009 року)
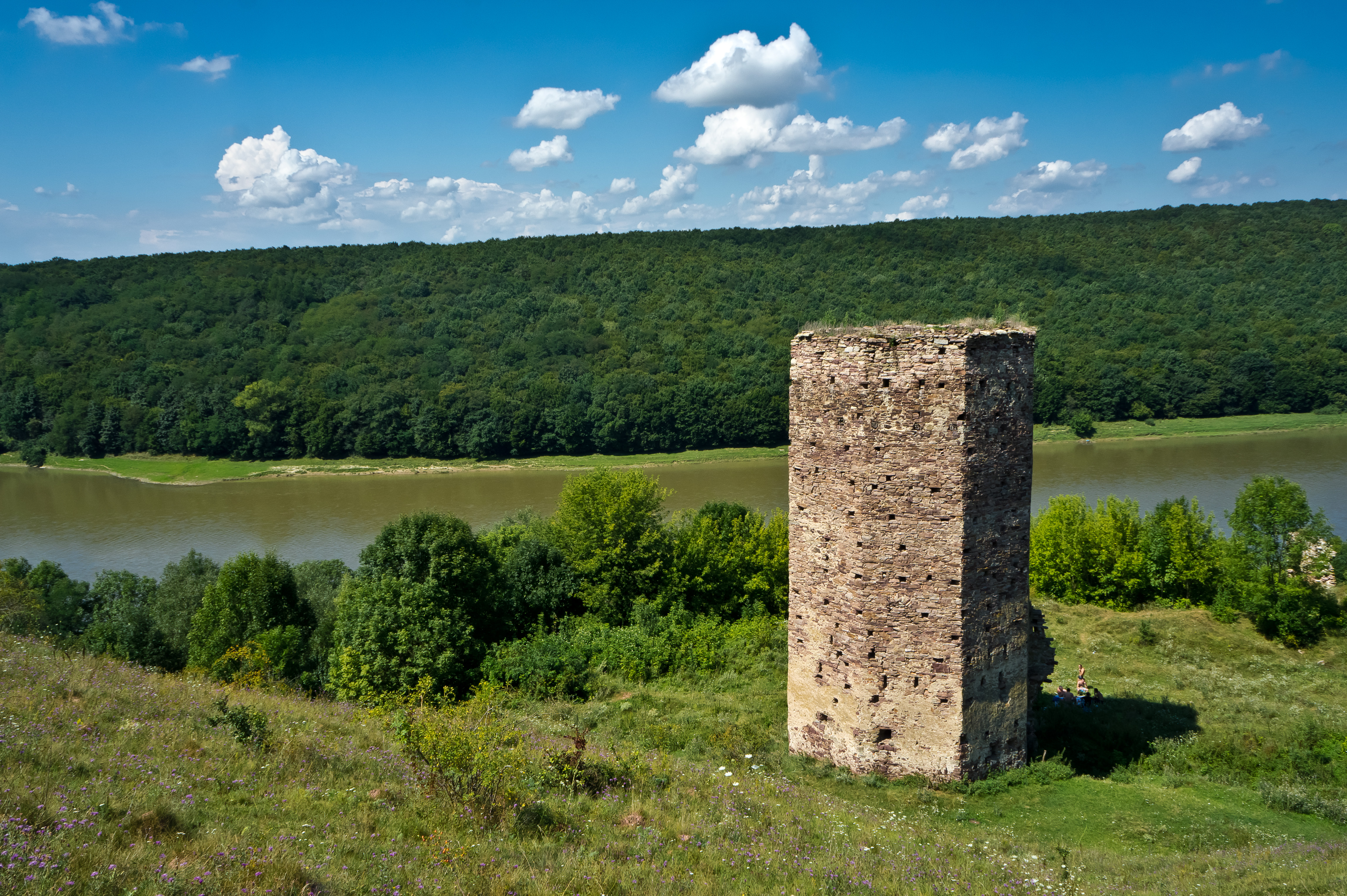
Залишки вежі (жовтень 2011 року)
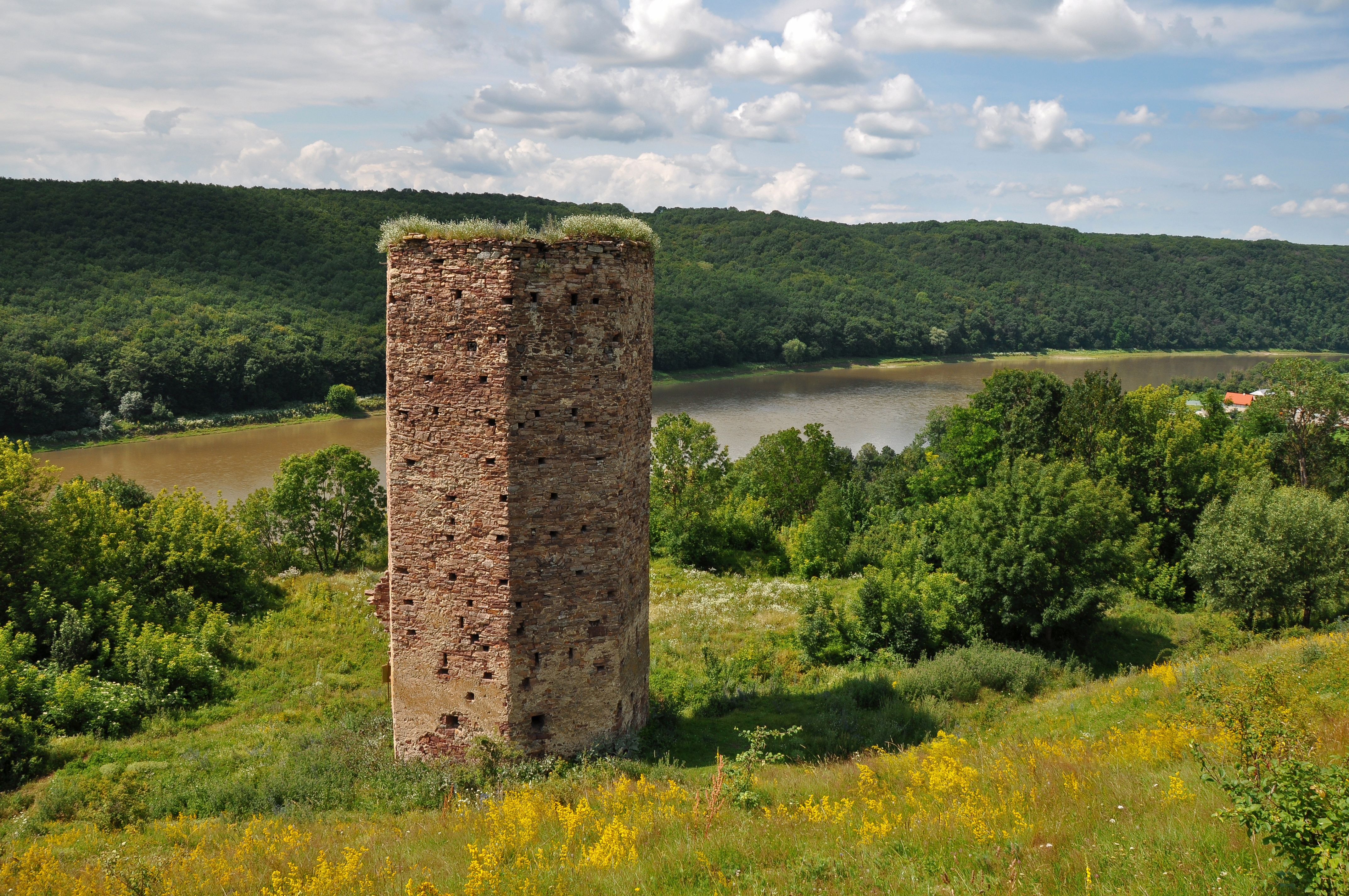
Залишки вежі (вересень 2013 року)
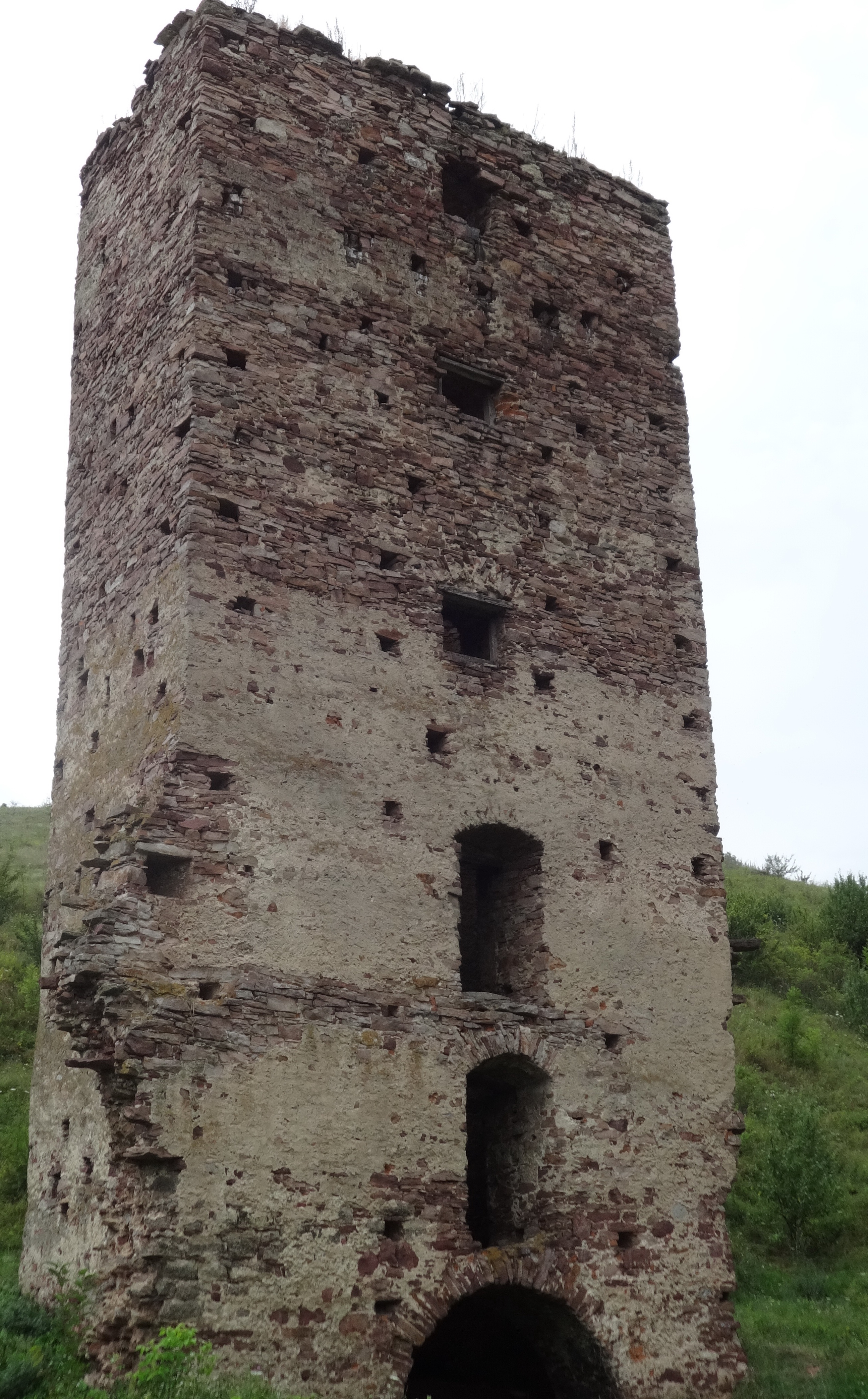
Залишки вежі (липень 2017 року)
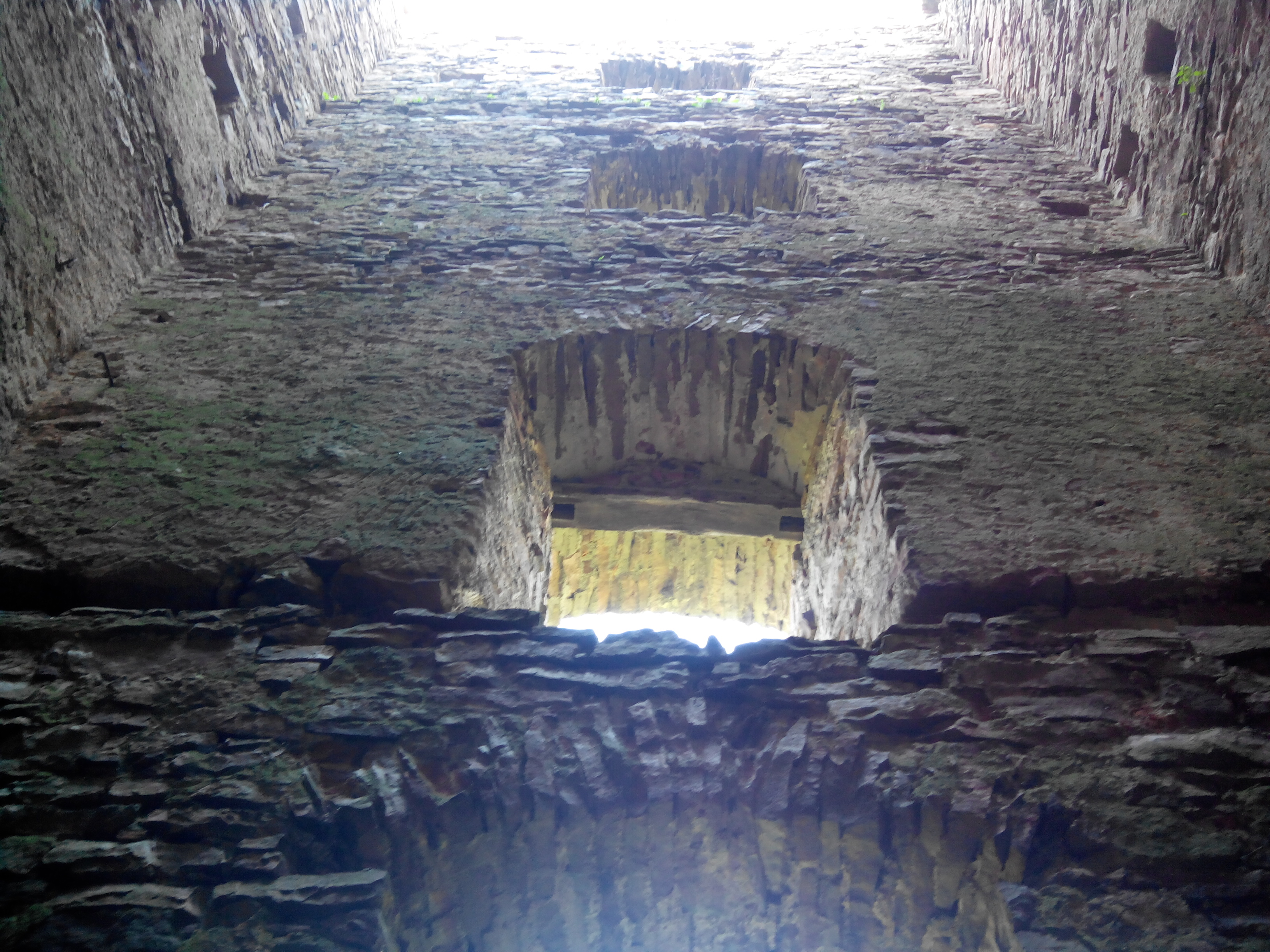
Всередині вежі

## Виноски
1. ↑  Urzędnicy województwa ruskiego XIV—XVIII ww. — Wrocław — Warszawa — Kraków — Gdańsk — Łódź, 1987. — S. 53. (пол.)
2. 1 2 3 4 5 6 7 8 9 10  Пам'ятки Прикарпаття, 2018, с. 185.
3. ↑  Niesiecki Kasper. Korona Polska przy Złotey Wolnosci Starożytnemi Wszystkich Kathedr, Prowincyi y Rycerstwa Kleynotami Heroicznym Męstwem y odwagą, Naywyższemi Honorami a naypierwey Cnotą, Pobożnością y Swiątobliwością Ozdobiona … [Архівовано 2015-09-28 у Wayback Machine.] — T. 1. — Lwów: w drukarni Collegium Lwowskiego Societatis Jesu, 1728. — 820 s. — S. 100. (пол.)
4. ↑  Постанова Ради Міністрів Української РСР «Про впорядкування справи обліку та охорони пам'ятників архітектури на території Української РСР» від 24.08.1963 № 970
5. ↑  Раковецький замок